# Sophronica longeantennata
Sophronica longeantennata là một loài bọ cánh cứng trong họ Cerambycidae.